# Pterolophia burgeoni
Pterolophia burgeoni là một loài bọ cánh cứng trong họ Cerambycidae.